# Carrhotus scriptus
Carrhotus scriptus är en spindelart som beskrevs av Simon 1902. Carrhotus scriptus ingår i släktet Carrhotus och familjen hoppspindlar. Inga underarter finns listade.